# タモリの歌謡スター笑
『タモリの歌謡スター笑』（たもりのかようスターしょう）は、東京12チャンネル（現在のテレビ東京）で1981年7月5日から同年9月27日まで毎週日曜日の12:00 - 12:55（JST）に放送されていたバラエティ番組。スタジオアルタからの公開生放送方式による岡部グループ（ホテルニュー塩原）の単独提供番組で、タモリが司会を務めていた。

## 概要
前番組の『タモリの突撃ナマ放送』に続いて、スタジオアルタから生放送。毎回6人の歌手をゲストに迎えていた。
ゲストを2チームに分けての対決企画が中心で、チームごとにキャプテン1人（所ジョージ・高見恭子・池田まさるなど）を加えたうえで、クイズやゲームで得点を競わせていた。チーム名については、放送の時点でアイドルを積極的に取り上げていた芸能誌にちなんで、「明星チーム」「平凡チーム」と称していた。
上記の企画以外にも、ゲストの歌手が生放送中にヒット曲や新曲を歌ったほか、『サンデーテレショップ』（三越によるテレビショッピングコーナー）を2回に分けて挿入していた（放送上の呼称は「パート1」「パート2」）。ゲストによっては、スタジオアルタの屋上（営業開始前や休業期間中のビヤガーデン）で歌うことや、持ち歌の披露と引き換えに途中から姿を消すこともあった。
タモリは、当番組の終了1年後（1982年10月4日）から、『笑っていいとも』（フジテレビの公開生放送番組）の司会者としてスタジオアルタに再び登場。2014年3月31日の最終回まで、31年半にわたって「平日正午の顔」であり続けた。
ちなみに、制作局の東京12チャンネルは、三越やフジテレビと共同でスタジオアルタに出資。当番組の終了5日後（1981年10月1日）から商号を現在の「テレビ東京」に変更すると、5日後（10月5日）から後継番組として生放送を始めた『ザ・買物ゲーム』でもスタジオアルタを使用した。さらに、三越によるテレビショッピングコーナーを組み込んだ生放送の情報番組シリーズ（『レディス4』→『L4 YOU!』）を、1983年5月2日から約34年間にわたって平日の夕方に編成。『レディス4』でも一時、月曜日のみスタジオアルタからの生放送を実施している。その一方で、タモリは当番組の終了から『タモリの音楽は世界だ』の放送開始（1990年10月13日）まで、9年間にわたってテレビ東京でレギュラー番組を持たなかった。

## 出演者

### 司会
- タモリ

### コーナーMC
- とよだきしこ（『サンデーテレショップ』パート1担当）
- 清水千賀子（『サンデーテレショップ』パート2担当）
  - 「パート2」のみ、紹介する商品の関係者（業界団体の代表など）も同席していた。

## コーナー
- 本物ぶりっこ
  - タモリが「本物」「ぶりっこ」に当たる食べ物を指定したうえで、一方のチームのメンバーから1人が「本物」、残りの3人が「ぶりっこ」を試食。彼らの姿や表情から、「本物」を食べている人物を、もう一方のチームのメンバーに当てさせていた。
- 3つの唄
- タモリの個人レッスン
  - ゲストのうち1人の持ち歌を面白く表現するコツを、タモリがゲストに伝授したうえで表現を競わせたコーナー。このコーナーのみ、ギタリストが伴奏役で登場したほか、歌詞を手書きで記したホワイトボードを使用した。
- 一発逆転風船シャワー
  - ヘルメットを被ったチームキャプテンの頭上に大きな水風船を吊したうえで、風船につながった紐を、同じチームのメンバーに1本ずつ引かせたロシアンルーレット風のゲーム。水風船が落下しなければ、そのチームに対して、1本につき10点が加算された。最高得点は60点で、どちらかのチームのキャプテンに水風船が落下した時点で終了。
  - ゲームの終了後に、当日の総得点を発表。総得点の多いチームのメンバー全員に「勝利者賞」、少ないチームのメンバー全員に「参加賞」が贈られた。
- プライスクイズ
  - 「サンデーテレショップパート2」の直前に放送された一般観覧客向けのクイズ。同コーナーで紹介する商品と、別の品物（アシスタントが手にしたぬいぐるみなど）の合計価格を予想させたうえで、予想の的中者に後者の品物を渡していた。的中者が複数の場合には、ジャンケンによって贈呈者を決定。放送回によっては、ゲストやチームキャプテンも予想に参加していた。

など

## スタッフ
- ナレーター：小早川正昭
  - 放送期間中は、『テレビ三面記事 ウィークエンダー』（出身局の日本テレビで土曜日の22時台に編成）から2日連続で、生放送の進行ナレーションを担っていた。
- 構成：高平哲郎、景山民夫
- イラスト（絵）：マンガ太郎
- 技術：鈴木進
- カメラ：武井正喜
- VE：丹羽秀樹
- 音声：後藤幸雄
- 照明：富田清志
- 美術：山田晴宏
- プロデューサー：渡辺つとむ
- ディレクター：曽根一郎
- 制作協力：田辺エージェンシー、スタジオアルタ
- 製作著作：東京12チャンネル